# Firenzuola
Firenzuola è un comune italiano di 4 441 abitanti della città metropolitana di Firenze in Toscana.
Si trova nel versante adriatico dell'Appennino tosco-romagnolo, ed è quindi un centro della Romagna toscana. È il comune più esteso e più settentrionale della città metropoliana di Firenze.

## Geografia fisica

### Territorio
- Classificazione sismica: zona 2 (sismicità medio-alta), Ordinanza PCM 3274 del 20/03/2003

Nel territorio di Firenzuola, in località Caburaccia, si trova un'imponente formazione rocciosa denominata Sasso di San Zanobi.
Nel 2012 è entrato in servizio un parco eolico di 17 aerogeneratori in località Monte Carpinaccio.

### Clima
Il clima, data la posizione e l'altitudine, è clima temperato ad estate tiepida anche se temperature e precipitazioni variano molto a seconda delle varie frazioni.
Le estati sono generalmente fresche, soprattutto nelle frazioni più in quota e nelle ore notturne; nelle ore diurne, invece, la temperatura può talvolta alzarsi sensibilmente in caso di venti di caduta provenienti dai rilievi appenninici.
Gli inverni sono rigidi in quota, con temperature minime che possono scendere abbondantemente sotto lo zero tra dicembre e marzo; le precipitazioni nevose sono relativamente frequenti e talvolta anche abbondanti.
La stazione idrologica di Firenzuola, gestita attualmente dall'ARPA Emilia-Romagna, in data 8 gennaio 1985 registrò −26,0 °C, valore che risulta essere la temperatura minima assoluta ufficiale dell'intera Toscana di cui finora ci sia documentazione tra i vari enti meteorologici.
- Classificazione climatica: zona E, 2 919 GG
- Diffusività atmosferica: media, Ibimet CNR 2002

## Storia

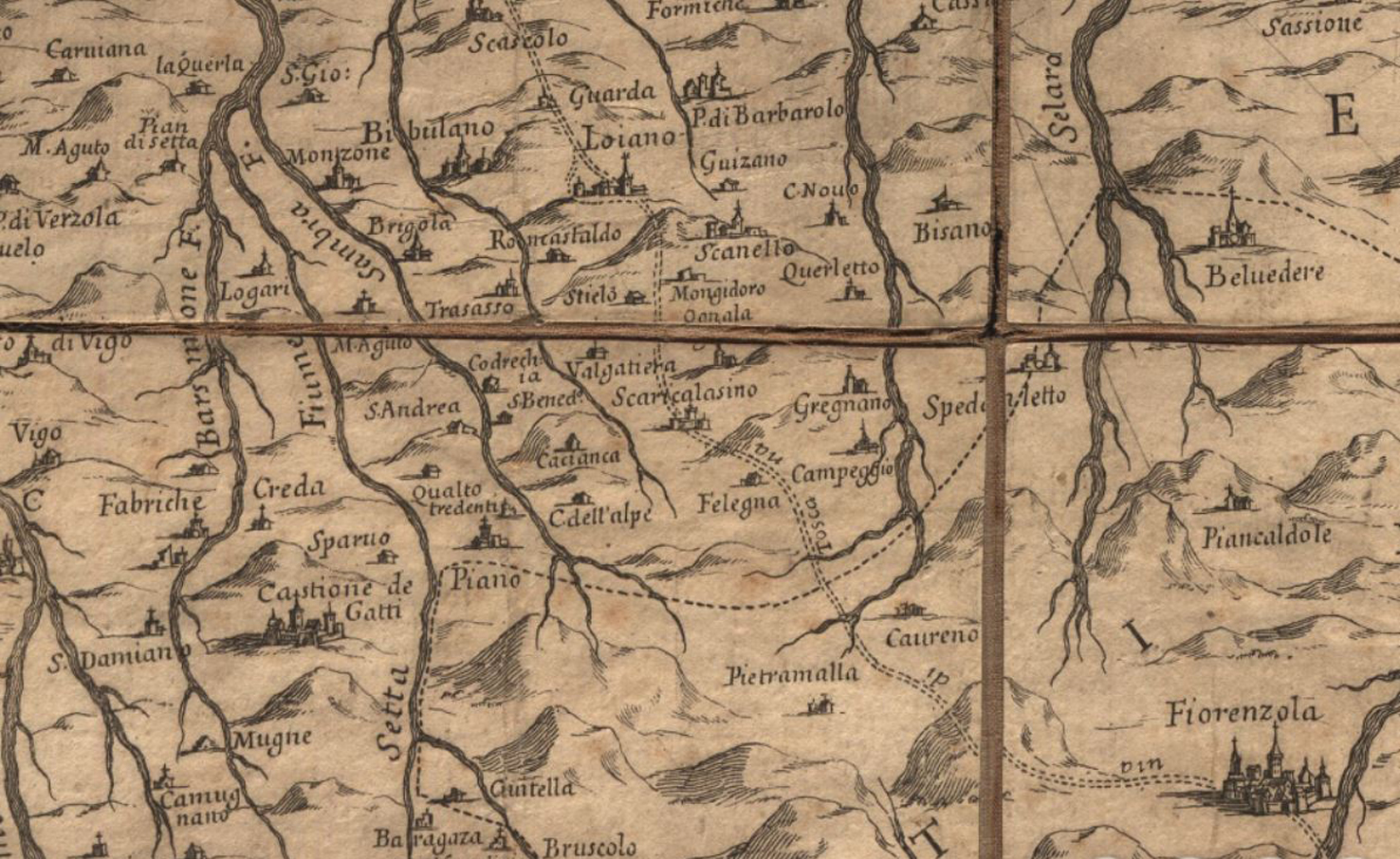
Firenzuola (a destra) in una mappa di Camillo Saccenti del 1681.

I primi abitanti della zona furono i Liguri Magelli e gli Umbri.
In epoca romana repubblicana fu costruita una strada che attraversava l'Appennino. Un tratto di essa seguiva il crinale dei monti che dominano la conca di Firenzuola, ad un'altezza anche superiore agli 800 metri: la Via Flaminia militare. In epoca imperiale la strada romana cadde in stato di abbandono. Tra i numerosi punti di sosta e di presidio, alcuni divennero castra. Il più antico di essi fu il "castello di Castro" (oggi Castro San Martino).
Fu all'inizio del XIV secolo che la Repubblica di Firenze decise di reprimere il potere territoriale dei conti Alberti e soprattutto degli Ubaldini, questi ultimi feudatari nella zona degli Appennini settentrionali tra le valli del Santerno e del Senio. Gli Ubaldini furono sconfitti e il loro territorio fu incamerato tra i beni della Repubblica.
Nel 1306 il Comune fiorentino decise di fondare un centro abitato nei territori conquistati; la costruzione di Castrum Florentiole, ebbe inizio nel 1332.
La data di fondazione della fortificazione è documentata in una carta rogata che reca la data del 28 aprile 1373.
In epoca granducale Firenzuola divenne Comune autonomo con un motu proprio di Pietro Leopoldo del 22 gennaio 1776. Da allora non ha variato la sua conformazione territoriale e amministrativa fino ad oggi. Al plebiscito di annessione al
Regno di Sardegna dell'11 e 12 marzo 1860, i firenzuolesi votarono contro, esprimendosi per un Regno separato.
Durante l'ultimo conflitto mondiale, a causa della vicinanza alla Linea Gotica (linea fortificata realizzata dalle forze tedesche per contrastare l'avanzata degli Alleati), Firenzuola e dintorni divennero loro malgrado teatro di asperrimi combattimenti e bombardamenti. Nei difficili mesi tra il 1944 e il 1945 alcune famiglie del paese nascosero e protessero dai rastrellamenti nazisti i cinque membri della famiglia ebrea degli Smulevich. Per il loro nobile gesto, nel 2021 lo Yad Vashem ha conferito il titolo di Giusto tra le nazioni a due coppie di firenzuolini: Pietro Angeli e Dina Rossetti, Armando Matti e Clementina Angeli.
Al termine del conflitto mondiale il paese restò quasi totalmente distrutto. Tale episodio accelerò il processo di spopolamento dell'area, peraltro già avviatosi negli anni trenta.
Il 10 agosto 1968 cadde un meteorite nella frazione Piancaldoli.

## Monumenti e luoghi d'interesse

### Architetture religiose
- Chiesa di Santa Maria a Frena
- Chiesa di San Giovanni Battista (Firenzuola)
- Badia di San Pietro a Moscheta, immersa nei boschi, fu fondata nel 1034 da San Giovanni Gualberto.
- Pieve di San Giovanni Decollato, edificio, ricordato fin dal 1025, è preceduto da un portico architravato.
- Chiesa di San Martino a Castro, con una pala cinquecentesca di Francesco Mati con la Madonna col Bambino, i Santi Jacopo e Martino e i donatori, forse eseguita in collaborazione con Francesco Brina.[12]
- Chiesa di San Patrizio a Tirli, documentata prima dell'XI secolo con intitolazione a San Pietro

### Architetture civili
- Sala Don Otello Puccetti
- Dogana delle Filigare

### Altro
- Cimitero militare germanico della Futa
- Sasso di San Zanobi
- Passo della Raticosa

## Società

### Evoluzione demografica
Abitanti censiti

### Etnie e minoranze straniere
Al 31 dicembre 2023 la popolazione straniera era di 417 persone, pari al 9,38% della popolazione.

## Cultura

### Musei
- Museo del Paesaggio Storico dell'Appennino, a Moscheta
- Museo della Pietra serena
- Museo Storico Etnografico di Bruscoli

### Eventi e ricorrenze
- Fiera di Pasquetta, il Lunedì dell'Angelo.
- Fiera di Pietramala, il secondo martedì del mese di agosto nella frazione Pietramala.
- Fiera di San Bartolomeo, nel mese di agosto il lunedì più vicino al 24.

## Geografia antropica

### Frazioni
Come riportato sullo statuto comunale, il territorio di Firenzuola è diviso in sedici comunità: il capoluogo comunale di Firenzuola e altre quindici frazioni, a loro volta suddivise in più località.
| N. | Frazione            | Località |
| -- | ------------------- | --- |
| 1  | Borgo Santerno      | Borgo Santerno, Frena, Pianaccia, San Piero Santerno. |
| 2  | Bruscoli            | Bruscoli (765 m s.l.m., 121 ab.), Le Fratte (811 m s.l.m. 12 ab.).                                                                                            |
| 3  | Casanuova           | Casanuova (657 m s.l.m., 56 ab.), Caselle (574 m s.l.m., 47 ab.), Corniolo (512 m s.l.m., 25 ab.), Molinuccio, Violla (437 m s.l.m., 25 ab.).                 |
| 4  | Castro San Martino  | Castro San Martino (572 m s.l.m., 25 ab.), Montefiori, Roncopiano, Segalari.                                                                                  |
| 5  | Coniale             | Camaggiore (4 ab.), Casovana (2 ab.), Cerreta, Coniale (307 m s.l.m., 22 ab.), Monti, Moraduccio (280 m s.l.m., 3 ab.), Rapezzo, Scheggianico (8 ab.), Tirli. |
| 6  | Cornacchiaia        | Cornacchiaia (507 m s.l.m., 162 ab.), Sigliola (530 m s.l.m., 85 ab.).                                                                                        |
| 7  | Covigliaio          | Camaggianica, Casetta, Covigliaio (874 m s.l.m., 106 ab.), Faggiotto (5 ab.).                                                                                 |
| 8  | Le Valli            | Badia, Le Valli (717 m s.l.m., 36 ab.), Pagliana (730 m s.l.m., 47 ab.).                                                                                      |
| 9  | Montalbano          | Cannove (745 m s.l.m., 14 ab.), Cavrenno (3 ab.), Filigare (770 m s.l.m., 12 ab.), Montalbano (779 m s.l.m., 11 ab.), La Posta (830 m s.l.m., 1 ab.).         |
| 10 | Piancaldoli         | Giugnola (511 m s.l.m., 33 ab.), Il Poggio (610 m s.l.m., 44 ab.), Mercurio, Piancaldoli (533 m s.l.m., 138 ab.), Roco.                                       |
| 11 | Pietramala          | Casa Sabatini, Pietramala (851 m s.l.m., 205 ab.), Poggio Tignoso (775 m s.l.m., 26 ab.).                                                                     |
| 12 | Peglio              | Peglio (740 m s.l.m., 12 ab.), Collinelle. |
| 13 | Rifredo             | Barco (745 m s.l.m., 25 ab.), Giogo, Moscheta (Osteto, 4 ab. e Fognano 5 ab.), Rifredo (711 m s.l.m., 11 ab.).                                                |
| 14 | San Jacopo a Castro | La Futa, La Selva (852 m s.l.m., 40 ab.), San Jacopo a Castro, Santa Lucia allo Stale, Traversa (851 m s.l.m., 133 ab.).                                      |
| 15 | San Pellegrino      | Brento Sanico, Marzocco, Rio dell'Alpe, San Pellegrino (356 m s.l.m., 61 ab.).                                                                                |
| 16 | Valle Diaterna      | Bordignano, Caburaccia, Castelvecchio (571 m s.l.m., 10 ab.), Visignano (667 m s.l.m., 15 ab.).                                                               |

## Economia

### Industria
Il territorio è caratterizzato dalla presenza di cave per l'estrazione della "Pietra Serena"; la lavorazione e la commercializzazione della "Pietra Serena" hanno rappresentato per anni il perno attorno al quale ruotava l'intera economia locale.
Il settore ha registrato un forte ridimensionamento a partire dal 2008-2010 a causa della crisi economica globale. 
Recentemente si registrano segnali di ripresa, ma non tali da consentire il ripristino dei livelli produttivi ed occupazionali ante crisi.
La zona è altresì caratterizzata dalla presenza di numerose piccole imprese agricole, alcune attrezzate per attività agrituristica, molte delle quali dotate di certificazione "bio".
Il territorio è vocato per la produzione di cereali (di un certo rilievo la produzione di farro), foraggio e patate; rilevante anche la castanicoltura (IGP Marrone del Mugello).
Sono presenti allevamenti di bovini da latte e da carne.

### Turismo
La vocazione turistica di Firenzuola è evidenziata dall'esistenza, nel territorio comunale, di oltre 126 km di sentieri per escursioni, lungo i quali si allineano nove punti panoramici e quattro rifugi. Sono osservabili quattro cavità naturali.

## Infrastrutture e trasporti
Il Comune è servito dall'uscita dell'autostrada A1var "Firenzuola-Mugello". 

## Amministrazione
Di seguito è presentata una tabella relativa alle amministrazioni che si sono succedute in questo comune.
| Periodo        | Periodo        | Primo cittadino   | Partito                                      | Carica  | Note   |
| -------------- | -------------- | ----------------- | -------------------------------------------- | ------- | ------ |
| 28 agosto 1985 | 18 luglio 1990 | Giancarlo Boni    | Partito Socialista Italiano                  | sindaco | [ 21 ] |
| 21 luglio 1990 | 24 aprile 1995 | Giovanni Vignoli  | Democrazia Cristiana                         | sindaco | [ 21 ] |
| 24 aprile 1995 | 14 giugno 1999 | Renzo Mascherini  | lista civica di centro-sinistra              | sindaco | [ 21 ] |
| 14 giugno 1999 | 14 giugno 2004 | Renzo Mascherini  | lista civica                                 | sindaco | [ 21 ] |
| 14 giugno 2004 | 8 giugno 2009  | Claudio Corbatti  | lista civica                                 | sindaco | [ 21 ] |
| 8 giugno 2009  | 25 maggio 2014 | Claudio Scarpelli | lista civica                                 | sindaco | [ 21 ] |
| 26 maggio 2014 | 27 maggio 2019 | Claudio Scarpelli | lista civica "Scarpelli Sindaco"             | sindaco | [ 21 ] |
| 27 maggio 2019 | in carica      | Giampaolo Buti    | lista civica di centro-destra "Buti Sindaco" | sindaco | [ 21 ] |

## Galleria d'immagini

L'antica rocca e la loggetta della chiesa di San Giovanni Battista[22]
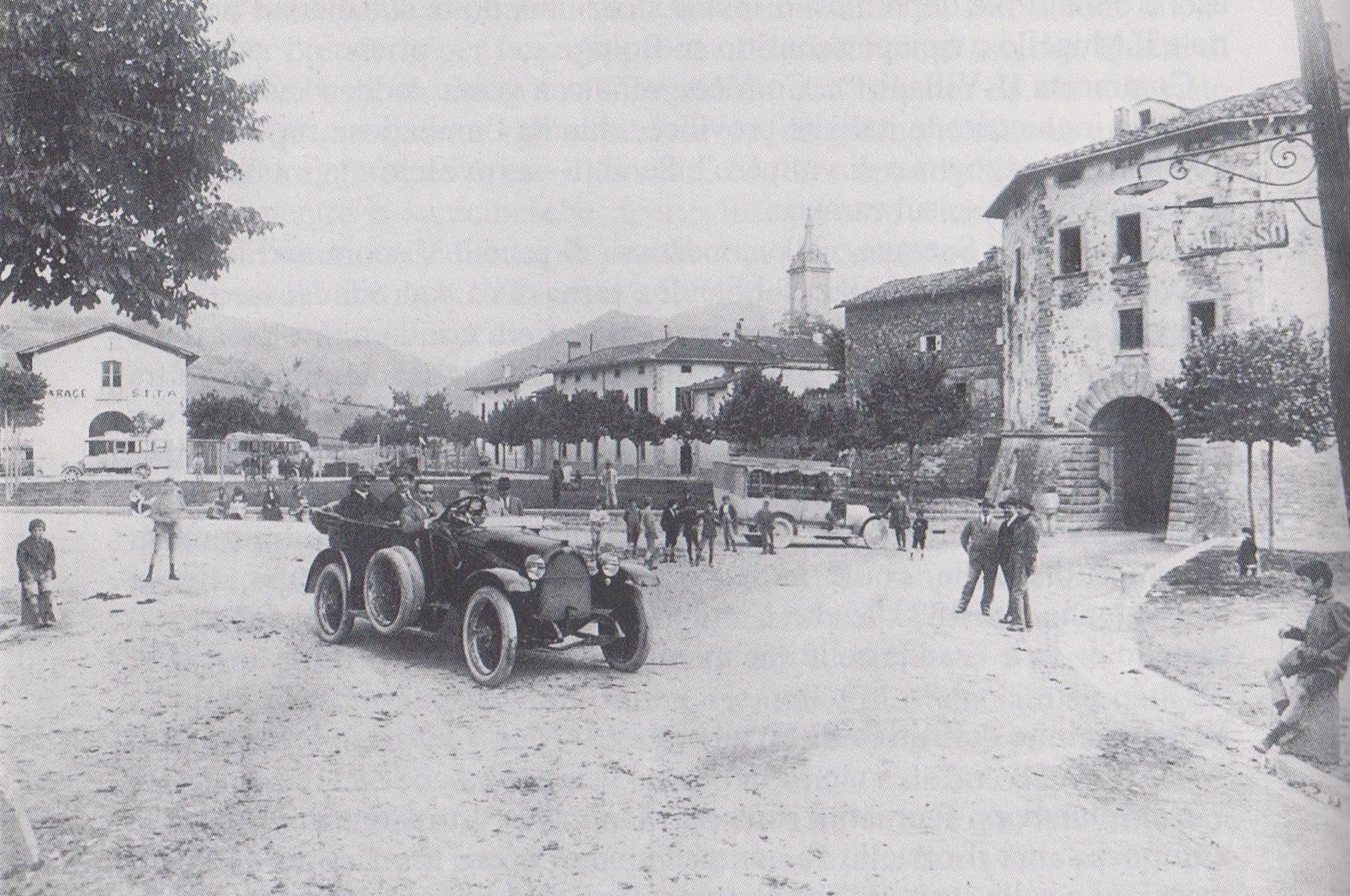
Porta Bolognese nel 1920.
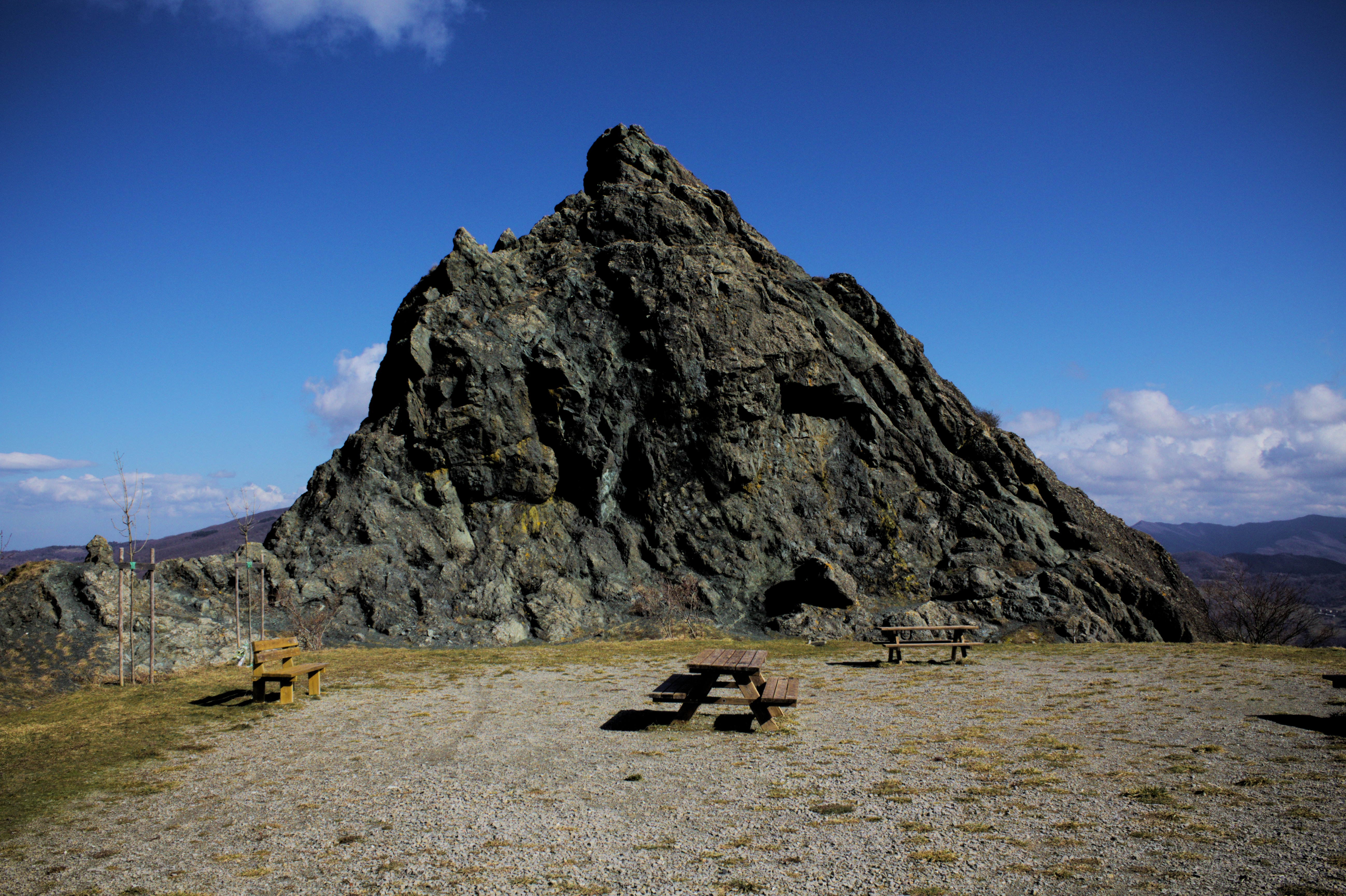
Il Sasso di San Zanobi visto dall'area di parcheggio adiacente.
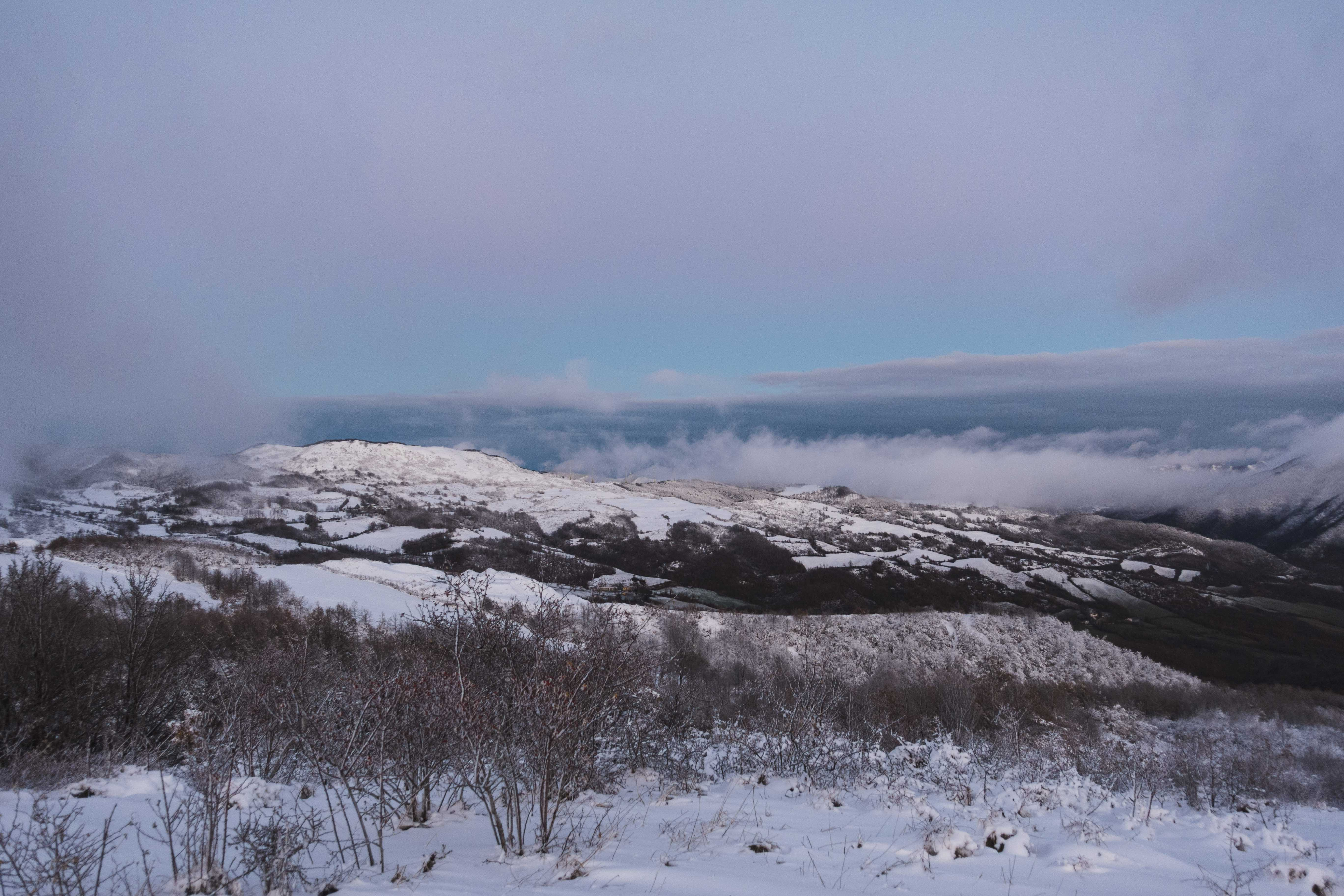
Comune di Firenzuola in inverno, tra Pietramala e Covigliaio.
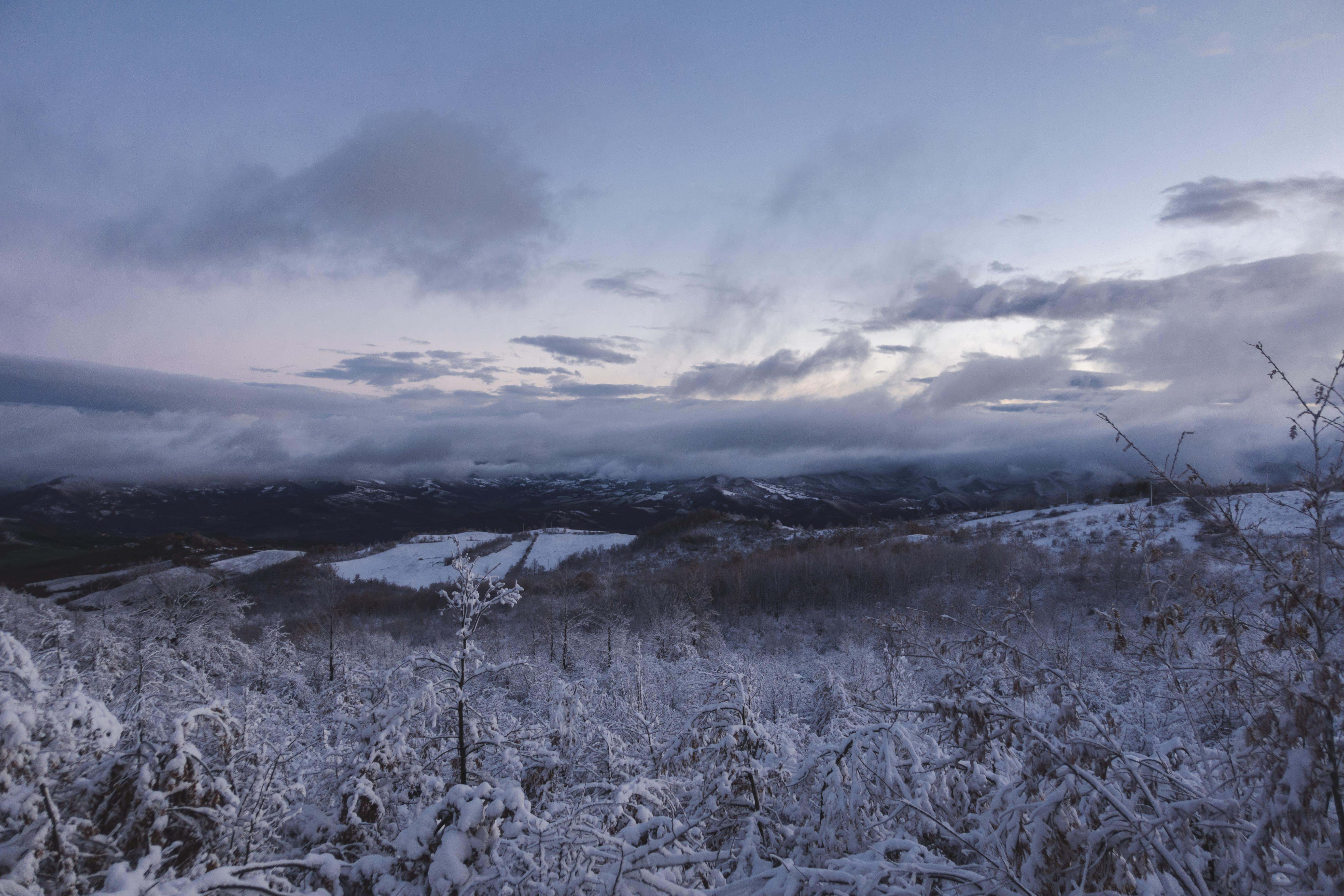
Comune di Firenzuola in inverno, tra Covigliaio e il Passo della Futa.
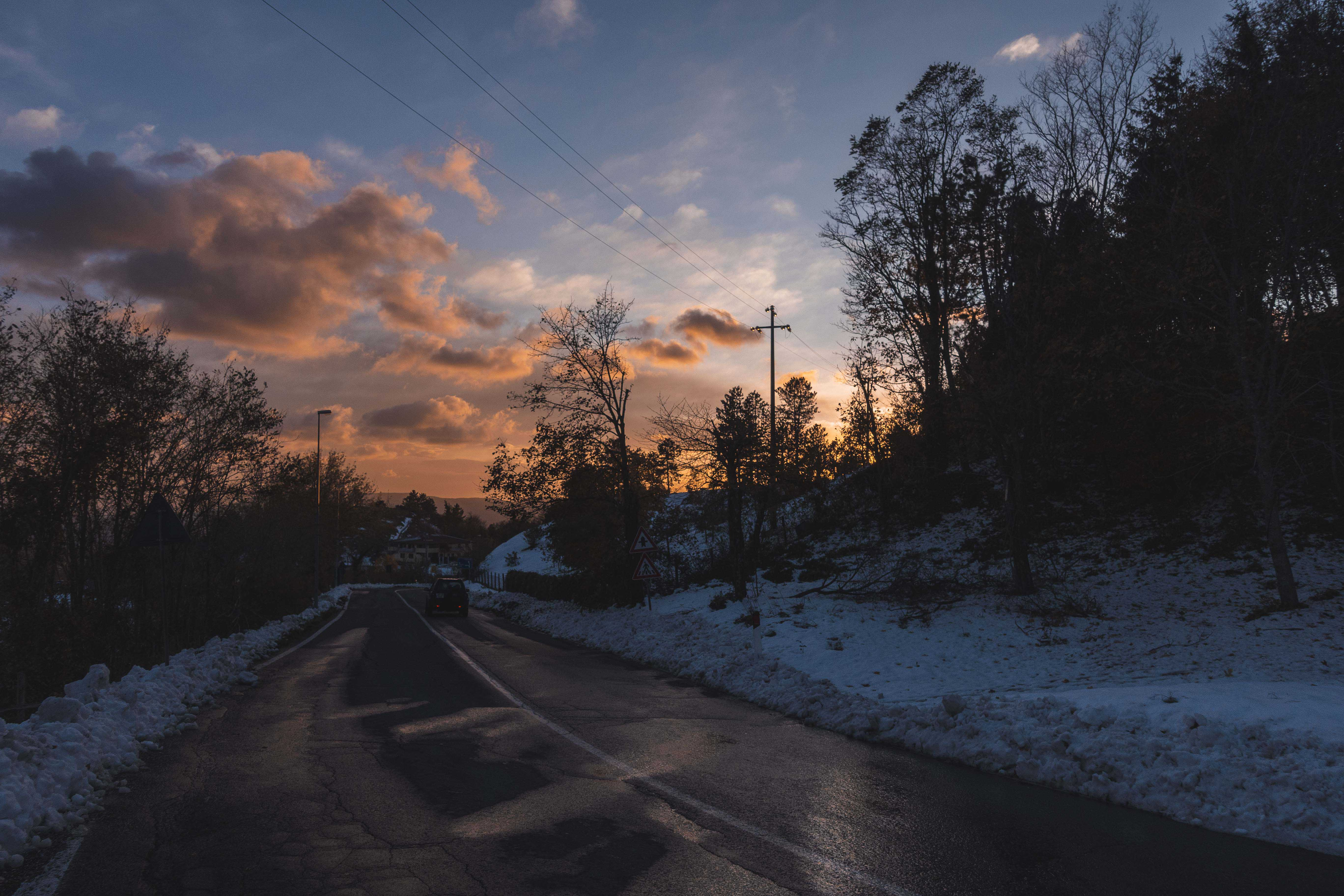
Nei pressi del Passo della Futa.